# Barry (Hautes-Pyrénées)
Barry is een gemeente in het Franse departement Hautes-Pyrénées (regio Occitanie) en telt 112 inwoners (1999). 

## Geografie
De oppervlakte van Barry bedraagt 2,54 km², de bevolkingsdichtheid is 44 inwoners per km².

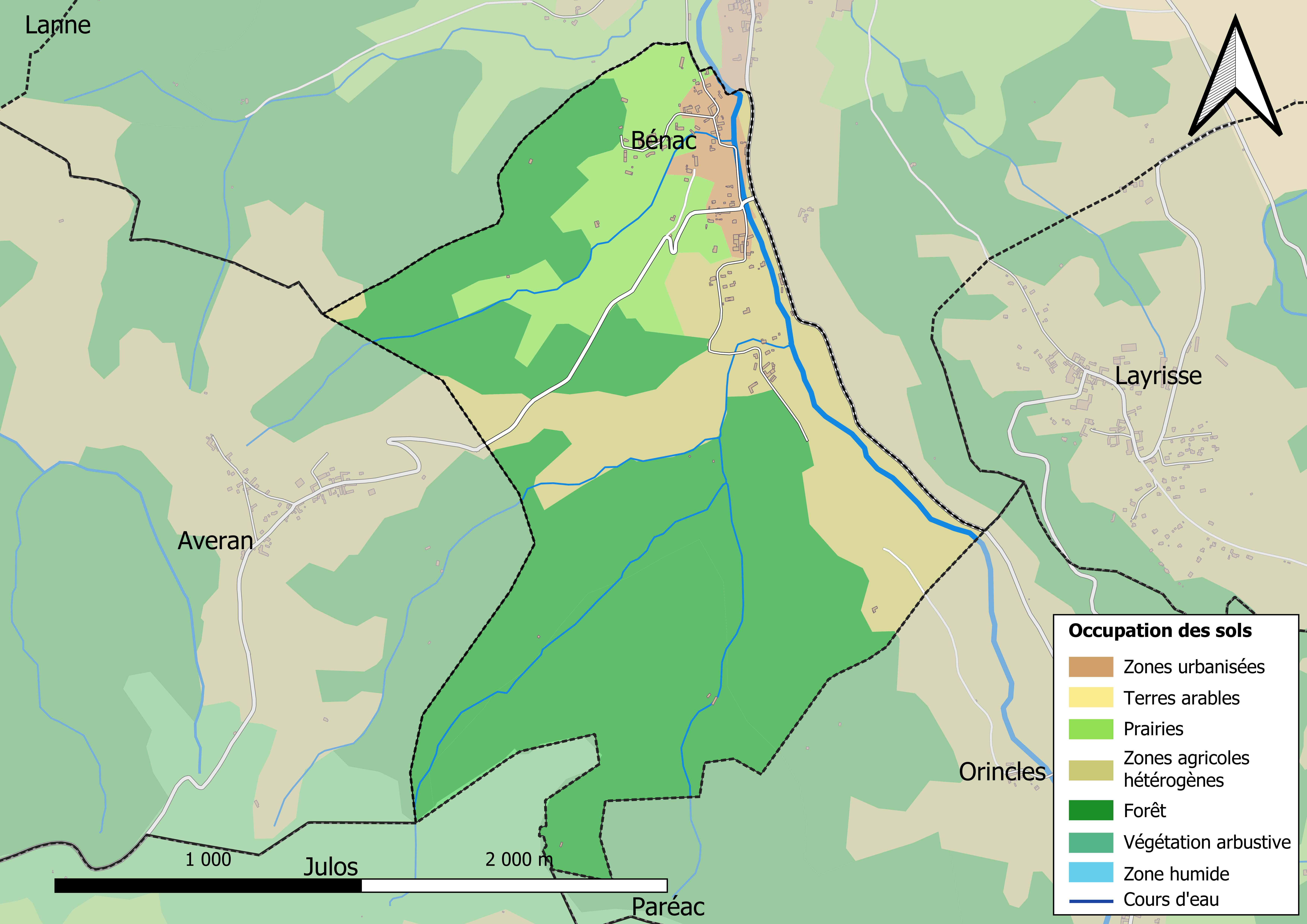
Kaart van de gemeente met belangrijkste infrastructuur, bodemgebruik en omliggende gemeenten

## Demografie
Onderstaande figuur toont het verloop van het inwonertal (bron: INSEE-tellingen).

1. ↑  Populations de référence 2022.